# María Becerra
María de los Ángeles Becerra, née le 12 février 2000 à Quilmes (Argentine), est une chanteuse et ancienne youtubeuse argentine. Elle a été qualifiée de « voix majeure du mouvement urbain pop en Argentine ».

## Carrière
María Becerra a commencé sa carrière à l'âge de douze ans sur la plateforme Facebook. En 2015, elle y a posté un monologue parodique long de cinq minutes, qui a été vu plus d'un million de fois en quelques heures. Ceci l'a encouragée à créer une chaîne Youtube sur laquelle elle pourrait ensuite poster des vidéos où elle parle et chante, des vlogs et des tutoriels de danse.
En septembre 2019, elle publie son premier EP 222, dans lequel elle mêle des éléments de pop urbaine et de hip-hop. En novembre, elle publie son single High, qui sera plus tard remixé avec la chanteuse argentine Tini et la chanteuse espagnole Lola Indigo ; ce single a atteint la seconde place du Billboard Argentina Hot 100 (es)[réf. nécessaire].

## Influences
Selon María Becerra elle-même, c'est sa mère qui a été le plus d'influence sur elle.
Pour ce qui est de son inspiration artistique, elle a principalement été influencée par Amy Winehouse, Ariana Grande, Shakira, Whitney Houston et Natti Natasha, en même temps qu'elle a toujours admiré Rihanna et Cardi B.